# Schiffsbach
Koordinaten: 62° 11′ 0″ S, 58° 54′ 0″ W
Der Schiffsbach ist ein Bach im Nordosten der Fildes-Halbinsel von King George Island, der größten der subantarktischen Südlichen Shetlandinseln.
Er entspringt der Westflanke des Bellingshausen Dome (auf der deutschen Karte von 1984 als Collinseiskappe beschriftet) nördlich der Südlichen Collinsmoräne und fließt in gewundenem und stellenweise anastomosierendem Verlauf etwa parallel zur Moräne in südöstliche Richtung, zunächst durch die Nordpassage und dann über den Artigas Beach mit drei Armen in die Schiffsbucht, eine Nebenbucht der Maxwell Bay.
Im Rahmen zweier deutscher Expeditionen zur Fildes-Halbinsel in den Jahren 1981/82 und 1983/84 unter der Leitung von Dietrich Barsch (Geographisches Institut der Universität Heidelberg) und Gerhard Stäblein (Geomorphologisches Laboratorium der Freien Universität Berlin) wurde der Bach zusammen mit zahlreichen weiteren bis dahin unbenannten geographischen Objekten der Fildes-Halbinsel neu benannt und dem Wissenschaftlichen Ausschuss für Antarktisforschung (Scientific Committee on Antarctic Research, SCAR) gemeldet.